# Райт, Джозеф (художник)
Джо́зеф Райт, более известный по малой родине как Джозеф Райт из Дерби (англ. Joseph Wright, Joseph Wright of Derby; 3 сентября 1734, Дерби, Англия — 29 августа 1797, там же) — один из выдающихся английских живописцев XVIII столетия, пейзажист и портретист. Был признан «первым профессиональным художником, выразившим дух промышленной революции». Райт известен использованием приёмов тенебризма и эффектов светотени, а также «ночных сцен» со скрытыми от глаз зрителя источниками света. Его картины на тему зарождения науки из алхимии часто основаны на темах, обсуждавшихся на заседаниях Лунного общества, группы влиятельных учёных и промышленников, живших в Мидлендсе, и отражают борьбу науки против религиозного мировосприятия в эпоху Просвещения.

## Биография
Джозеф Райт родился 3 сентября 1734 года в Дерби в семье адвоката — Джона Райта (1697—1767), который впоследствии стал городским чиновником, и Aнны Брукс (1700—1764). Джозеф был третьим из пятерых детей. Он получил образование в грамматической школе Дерби и самостоятельно научился рисовать, копируя гравюры из прочитанных книг.
Решив стать художником, Райт в 1751 году отправился в Лондон. Три года (1751—1753 и 1756—1757) будущий живописец учился в лондонской мастерской известного портретиста Томаса Хадсона, у которого также учился Джошуа Рейнольдс.

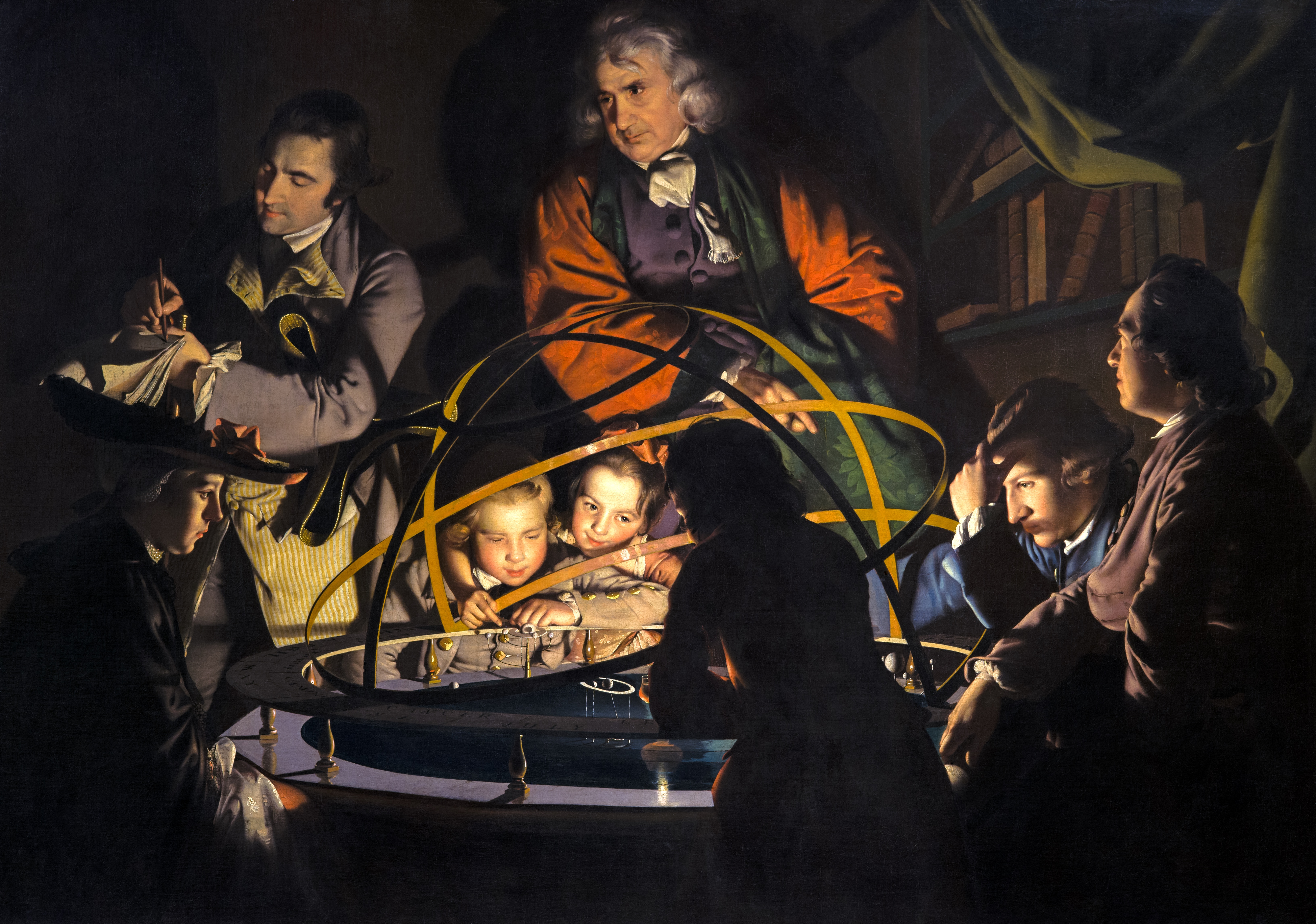
Философ, объясняющий модель Солнечной системы. Ок. 1766. Холст, масло. Музей и художественная галерея Дерби

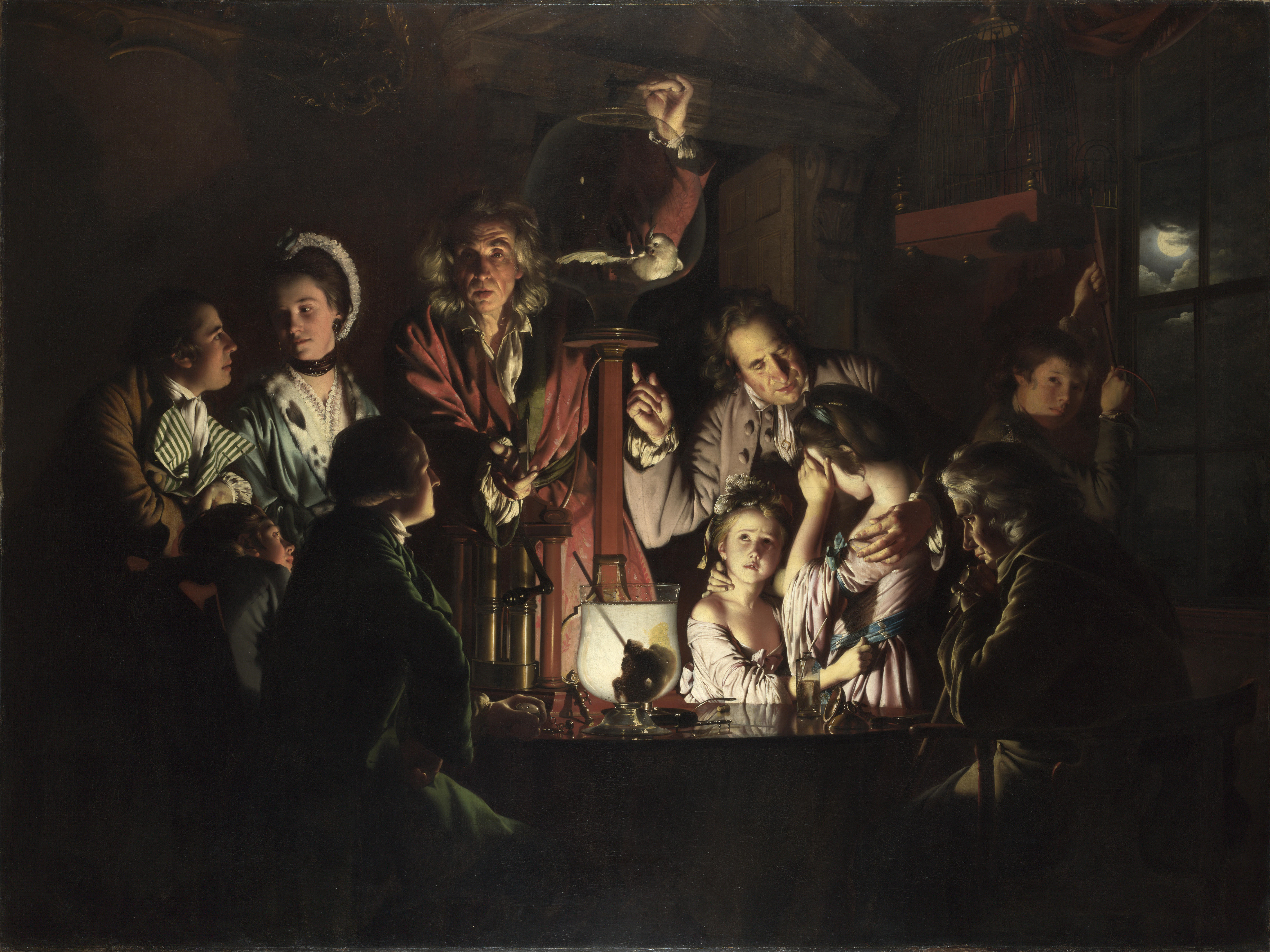
Эксперимент с птицей в воздушном насосе. 1768. Холст, масло. Национальная галерея, Лондон

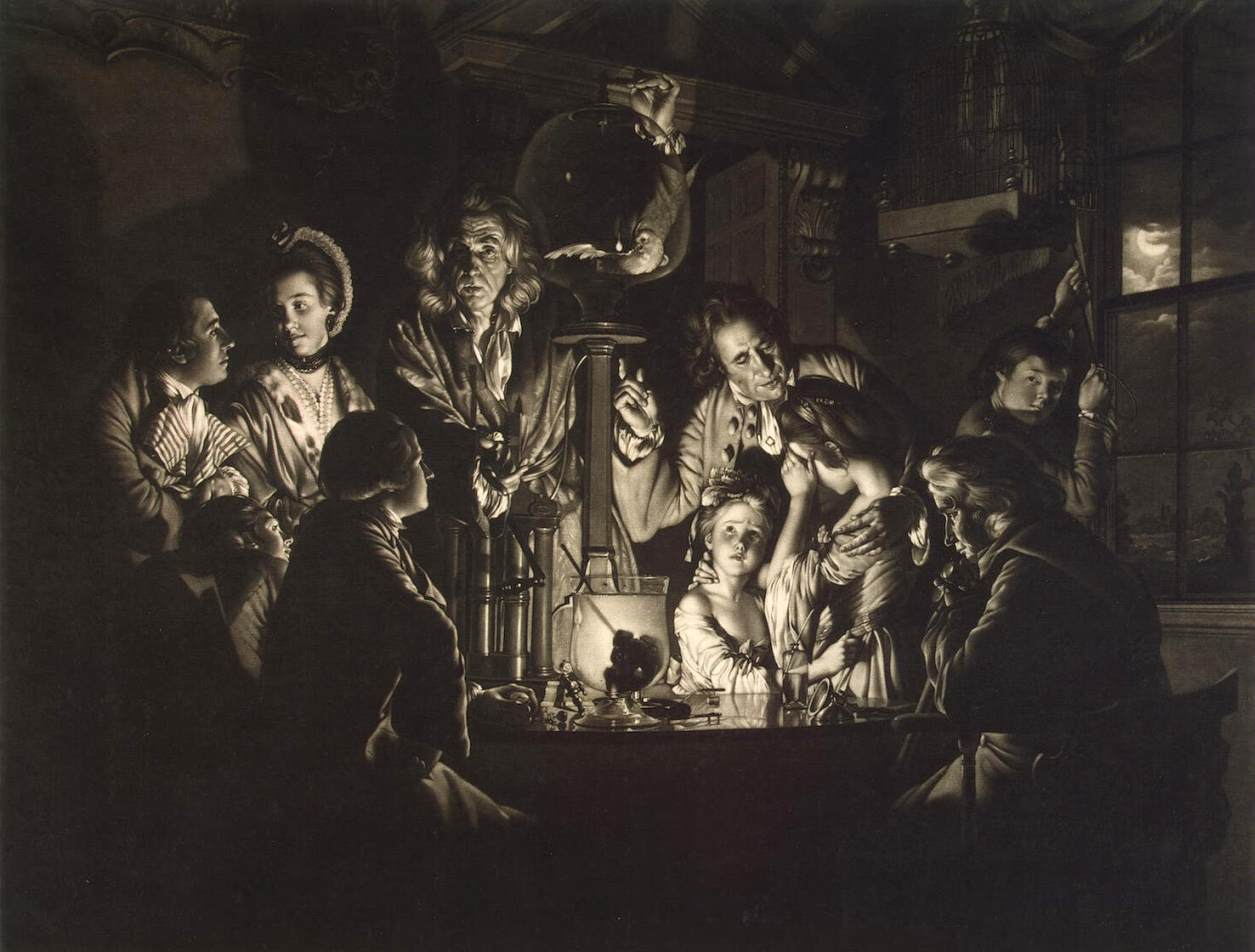
В. Грин. Эксперимент с птицей в воздушном насосе. 1769. По картине Дж. Райта из Дерби. Меццо-тинто

C 1760 по 1773 год — художник жил в Дерби. Здесь он познакомился с выдающимся технологом керамических изделий Джозайей Веджвудом, основателем компании «Веджвуд», и химиком Джозефом Пристли. Художник присутствовал при экспериментах учёных и изображал их в своих рисунках и картинах. В частности, в этот период им были написаны картины «Планетарий» (1766, Дерби, музей; вариант — Нью-Хэйвен, Йельский центр Британского искусства) и «Испытание насоса» (1768, Лондон, галерея Тейт Роджерса-Колтмана), отражающие интерес жителей Средней Англии к научным изысканиям. Дени Дидро отметил эти работы Райта, назвав их «серьёзным жанром». Первый раз художник показал свои картины в Ливерпуле, затем регулярно экспонировал их в Королевском Обществе Искусств в Лондоне. Однако его родной и любимый Дерби навсегда оставался основным местом, где художник жил и работал.
В период с 1773 по 1775 год Джозеф Райт находился в Италии, делал зарисовки античных руин, пейзажей, классических статуй и наблюдал над захватывающим фейерверком во время карнавала в Риме. Затем он отправился в Неаполь. Райт не мог быть свидетелем крупного извержения Везувия. Однако, возможно, наблюдал меньшие, менее впечатляющие извержения, которые и могли вдохновить его на полуфантастические картины c изображениями вулкана и эффектов ночного освещения.
На берегу Неаполитанского залива художник исследовал живописные пещеры и гроты. Свои впечатления об итальянской природе он выразил словами: «красивая и необыкновенная атмосфера, столь чистая и понятная».

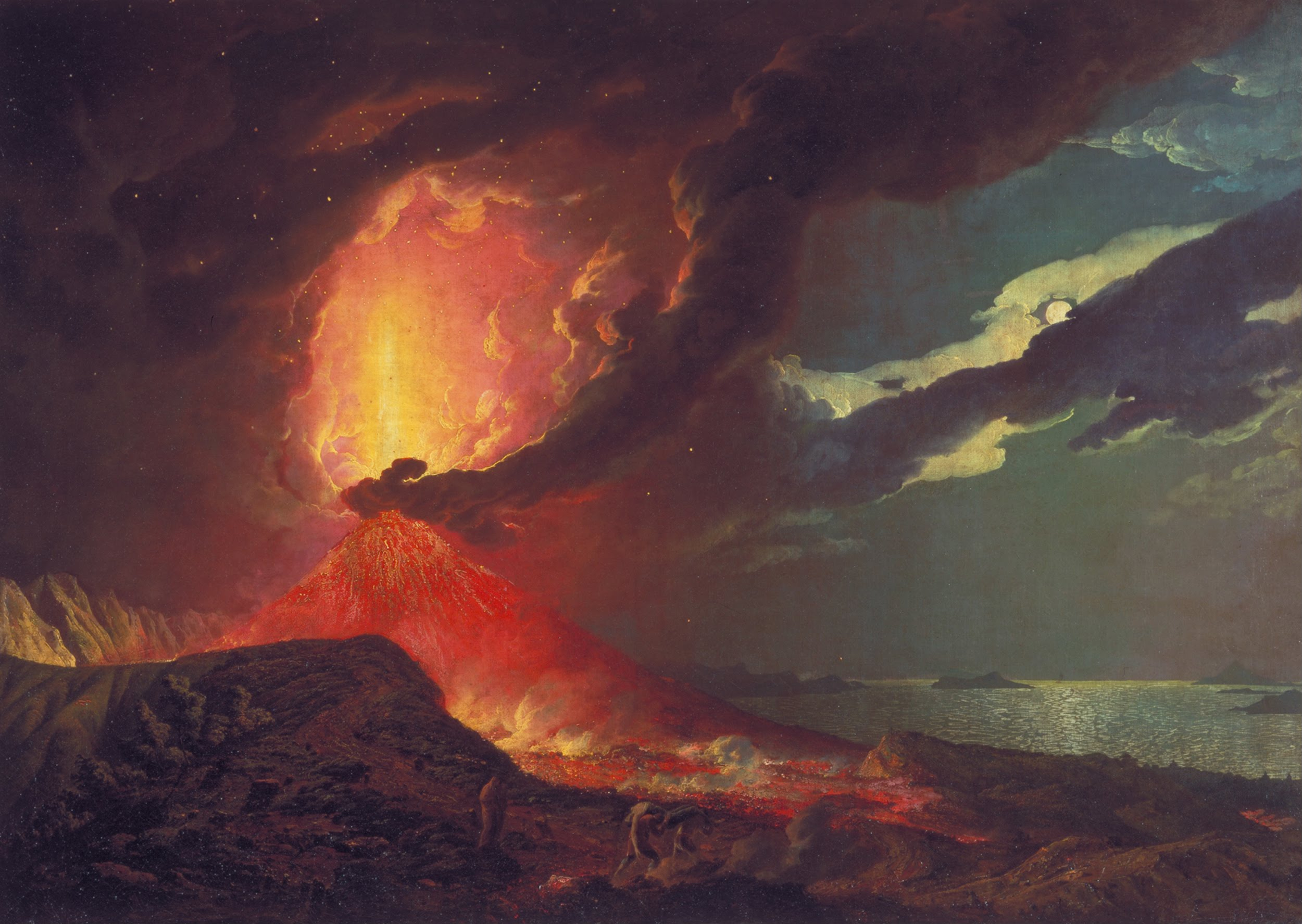
Извержение Везувия с видом на острова в Неаполитанском заливе. Ок. 1776. Холст, масло. Британская галерея Тейт, Лондон
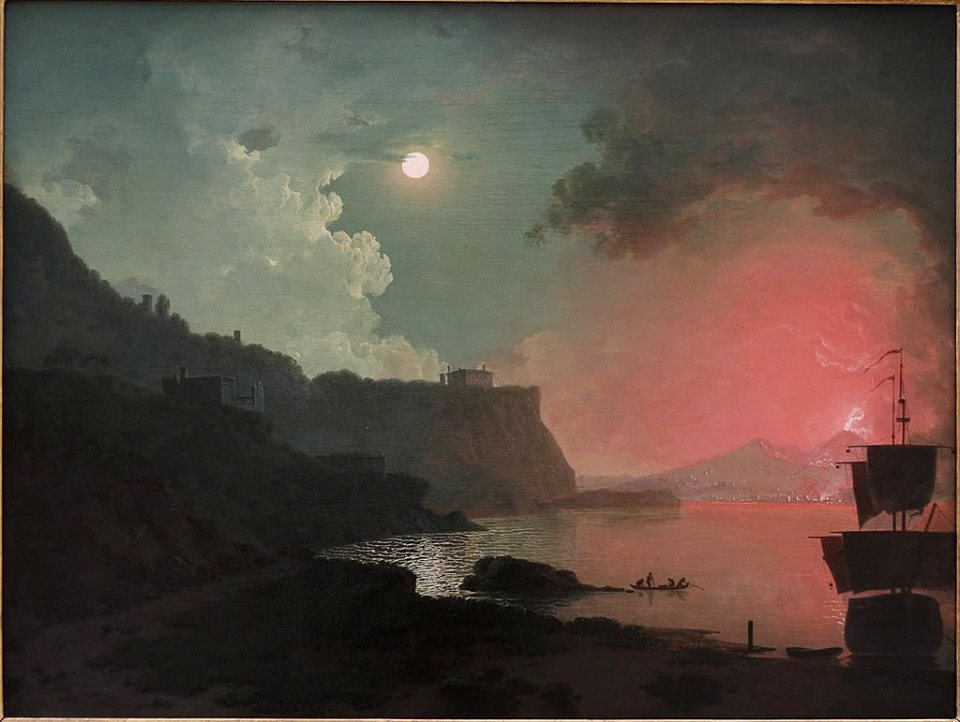
Вид Везувия из Посиллипо. Ок. 1778. Дерево, масло. Йельский центр британского искусства, Нью-Хейвен, Коннектикут, США
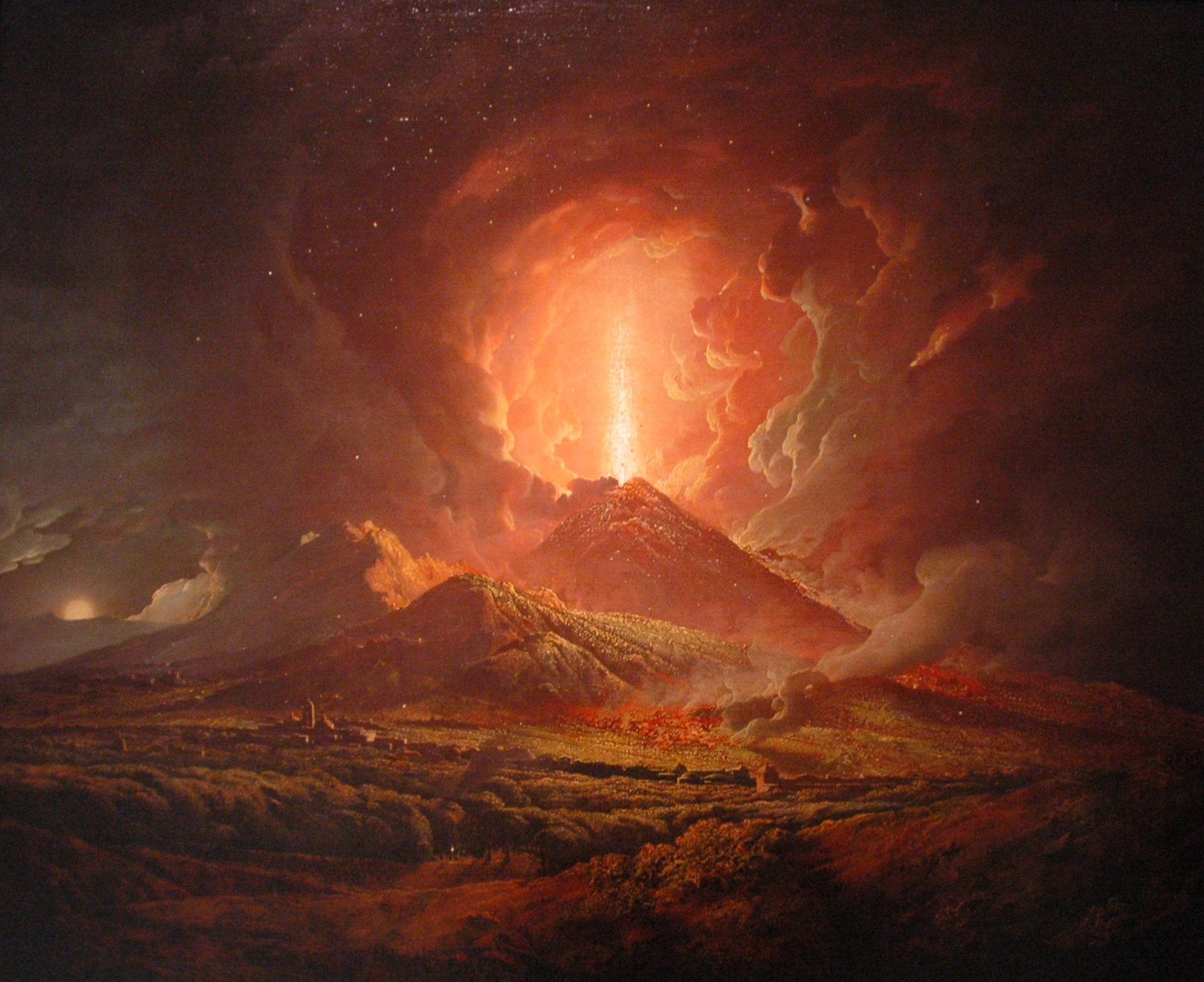
Везувий, вид из Портичи. Между 1774 и 1776. Библиотека Хантингтона, Сан-Марино, Калифорния, США
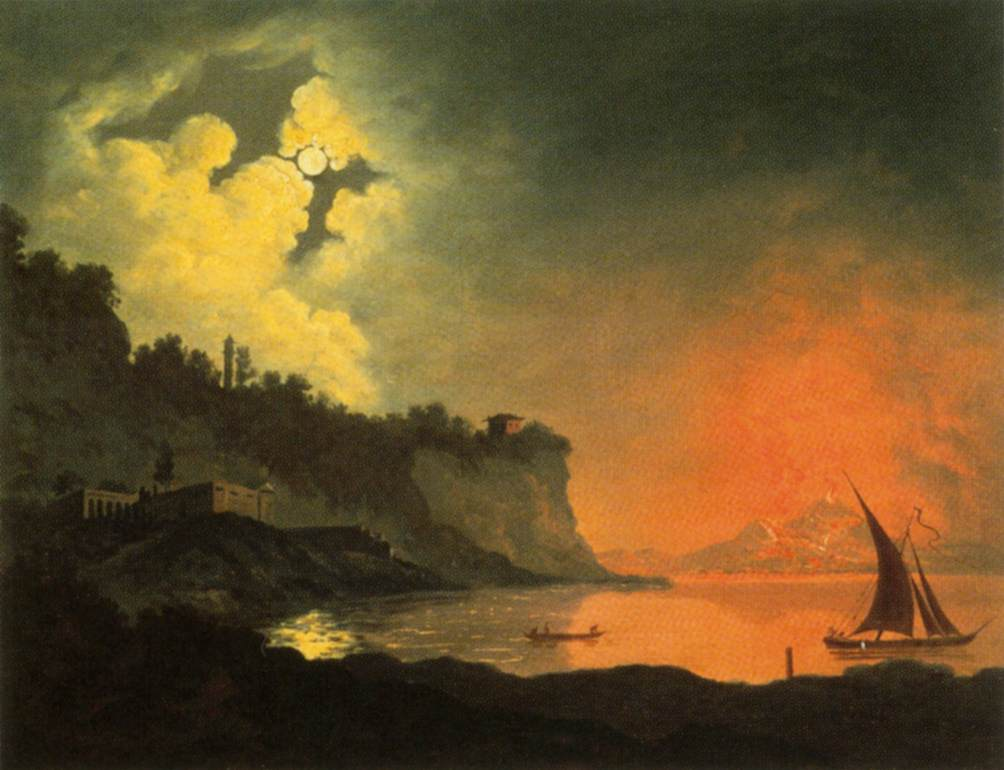
Вид Везувия из Посиллипо. Холст, масло. Частное собрание
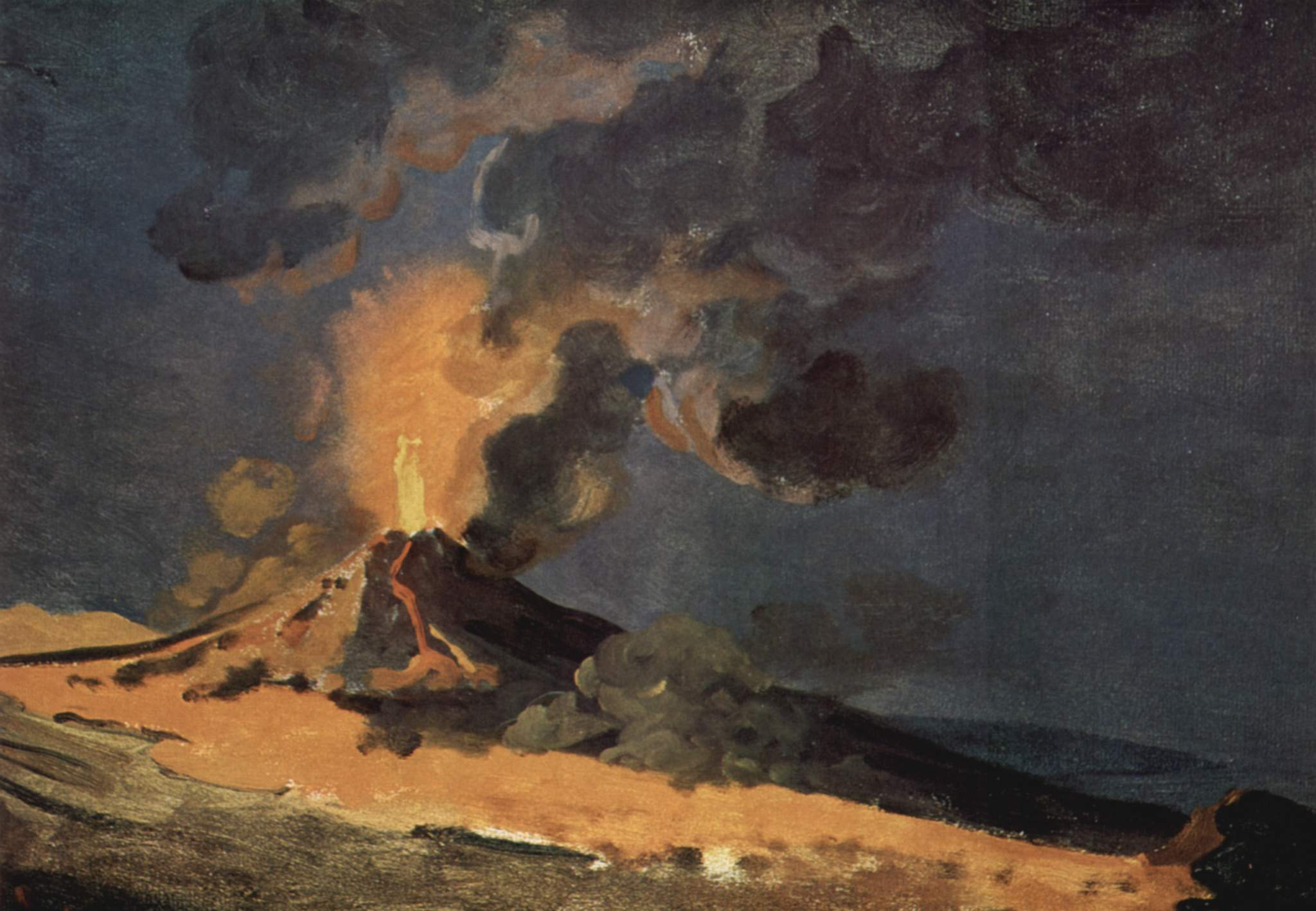
Извержение Везувия. 1774. Картон, гуашь. Музей и художественная галерея Дерби

Утвердившись в своей профессии, 28 июля 1773 года Райт женился на Энн (также известной как Ханна) Свифт, дочери дербиширского шахтёра.
По возвращении из поездки в Италию Райт обосновался в Англии, в модном курорте Бат, пытался работать как портретист, тщетно пытаясь привлечь клиентуру Томаса Гейнсборо, но не встретил особой поддержки, и в 1777 году вернулся в Дерби, где провёл остаток своей жизни. С годами он всё более страдал астмой, его лечил его друг и врач Эразм Дарвин. Его дружба с Дарвином привела его в круг друзей Лунного общества Бирмингема (Lunar Society of Birmingham), и, хотя он не был формальным членом Общества, его можно считать важной фигурой времени английского Просвещения.
В последние годы жизни Райт участвовал в выставках Общества художников и Королевской Академии художеств, членом которой он был избран в 1781 году, и действительным членом — в 1784 году. Однако он отказался от последней чести из-за неуважения, которое, как он считал, было ему оказано, и разорвал официальную связь с Академией, хотя он продолжал участие в академических выставках с 1783 по 1794 год.
Его жена Энн Райт родила шестерых детей, трое из которых умерли в младенчестве. Она скончалась 17 августа 1790 года. Райт умер 29 августа 1797 года в своём новом доме по адресу Квин-стрит, д. 28, Дерби, где он провёл последние месяцы своей жизни со своими двумя дочерьми. Похоронен в основании церкви святого Алькмунда.
В 1968 году церковь была разрушена, чтобы освободить место для нового крупного раздела внутренней кольцевой дороги. Останки Райта были перезахоронены на кладбище Ноттингем Роад.

## Творчество
Находясь в Италии, Джозеф Райт испытал влияние караваджизма, а затем утрехтских караваджистов — Геррита ван Хонтхорста и Хендрика Тербрюггена. Он также испытал значительное влияние портретной живописи Томаса Гейнсборо и Томаса Фрая.
Райт написал картину «Довдейл при лунном свете», запечатлев сельский пейзаж узкой долины под названием Довдейл, в 14 милях к северо-западу от родного Дерби. Начиная с 1778 года им были написаны лучшие портреты («Портрет сэра Брука Бутби», 1781, Лондон, галерея Тейт; «Портрет Юса Кока с женой и Дэниэлом Паркером Коком», 1780—1782, Дерби, музей; «Портрет Томаса Гисборна с женой», 1786, Нью-Хейвен, Йельский центр Британского искусства, а также портрет Самуэля Уорда из коллекции музея Дерби).
Жизнь и работа художника в Дерби способствовали появлению в его творчестве новых тем: обыденных сцен в кузницах, физических и химических лабораториях, стекольных и керамических фабрик. Дух этих мест нашёл отражение во многих работах художника, например, в «Лекции о солнечной системе» (ок. 1763—1765, Художественная галерея Дерби); «Опыт с воздушным насосом» (1768, Галерея Тейт Бритейн, Лондон), «Две девочки, одевающие котёнка при свете свечи» (1768—1770, Кенвуд-хаус), «Алхимик, открывающий фосфор» (1771—1795, Художественная галерея, Дерби).
До конца жизни Джозеф Райт оставался провинциальным художником, однако благодаря его интересу к живописным эффектам светотени, а также «ночным сценам» и лунному свету в пейзаже, его творчество стало «предвестником романтизма в английской живописи» . Не случайно эффекты светотени и плавных тональных переходов живописи Райта привлекли внимание мастеров-гравёров сложной техники меццо-тинто, позволяющей создавать аналогичные таинственные настроения в чёрно-белой графике.
Творческое наследие Райта собрано, главным образом, в Йельском центре Британского искусства в Нью-Хэвене, в Уодсворт Атенеум в Хартфорде, в галерее Тейт в Лондоне и в музее Дерби, включая значительное собрание рисунков и акварелей. Многие из картин Райта и его рисунки являются собственностью городского совета города Дерби и экспонируются в Музее и художественной галерее города Дерби. В санкт-петербургском Эрмитаже имеются две картины Райта: «Кузница» и «Иллюминация Замка Святого Ангела в Риме».

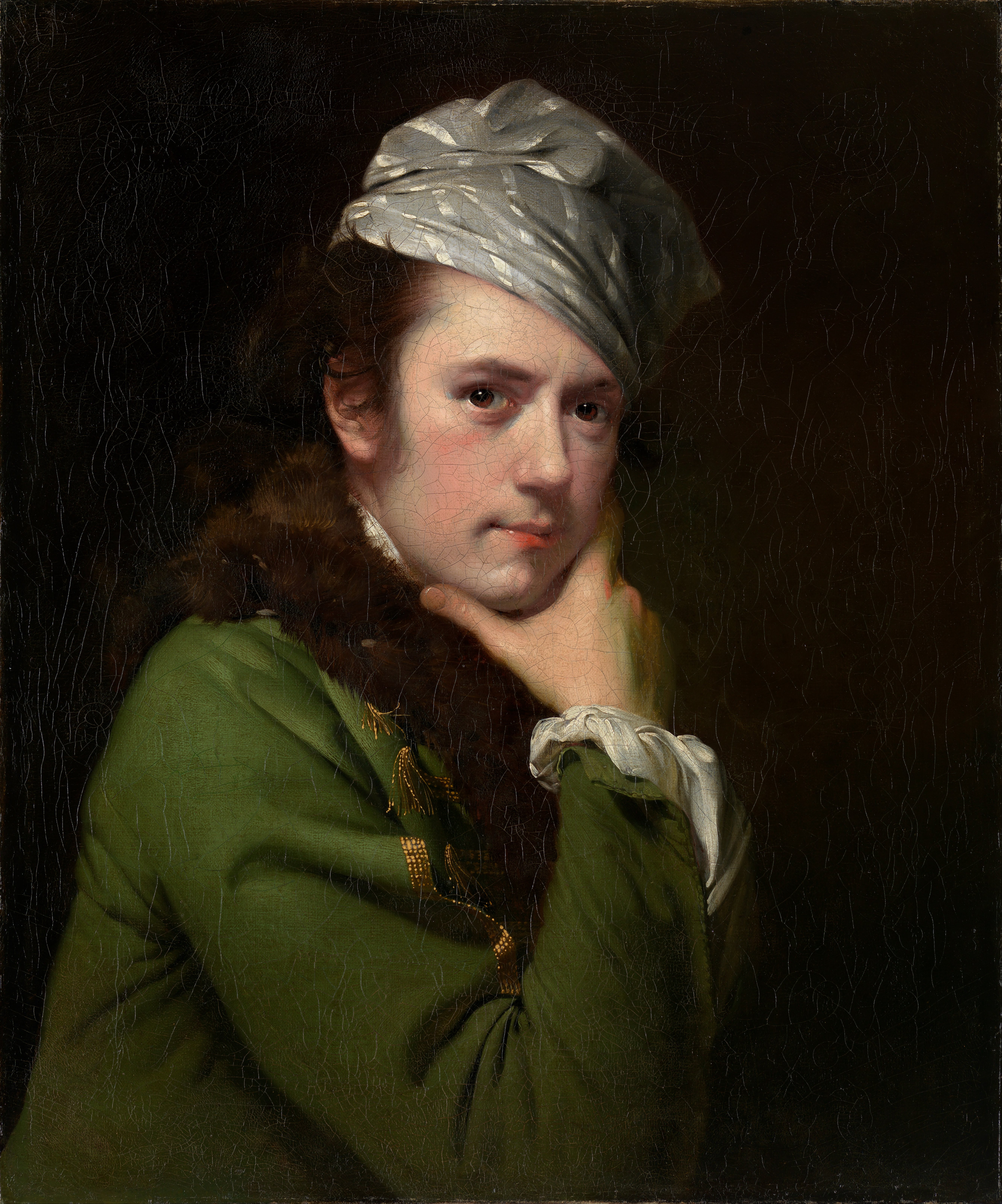
Автопортрет. Между 1765 и 1768. Холст, масло. Национальная галерея Виктории, Мельбурн, Австралия
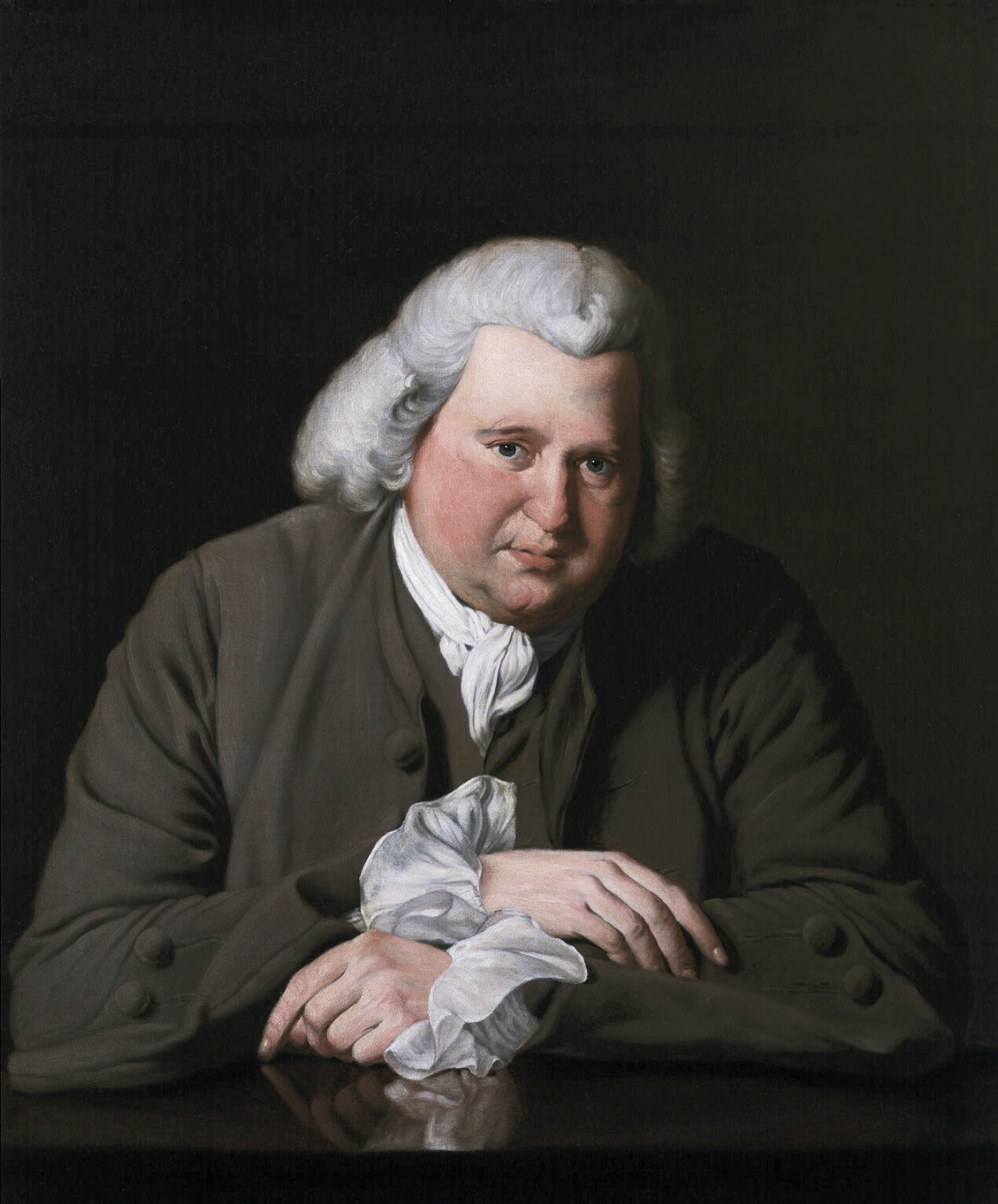
Портрет Эразма Дарвина. 1770-е. Холст, масло
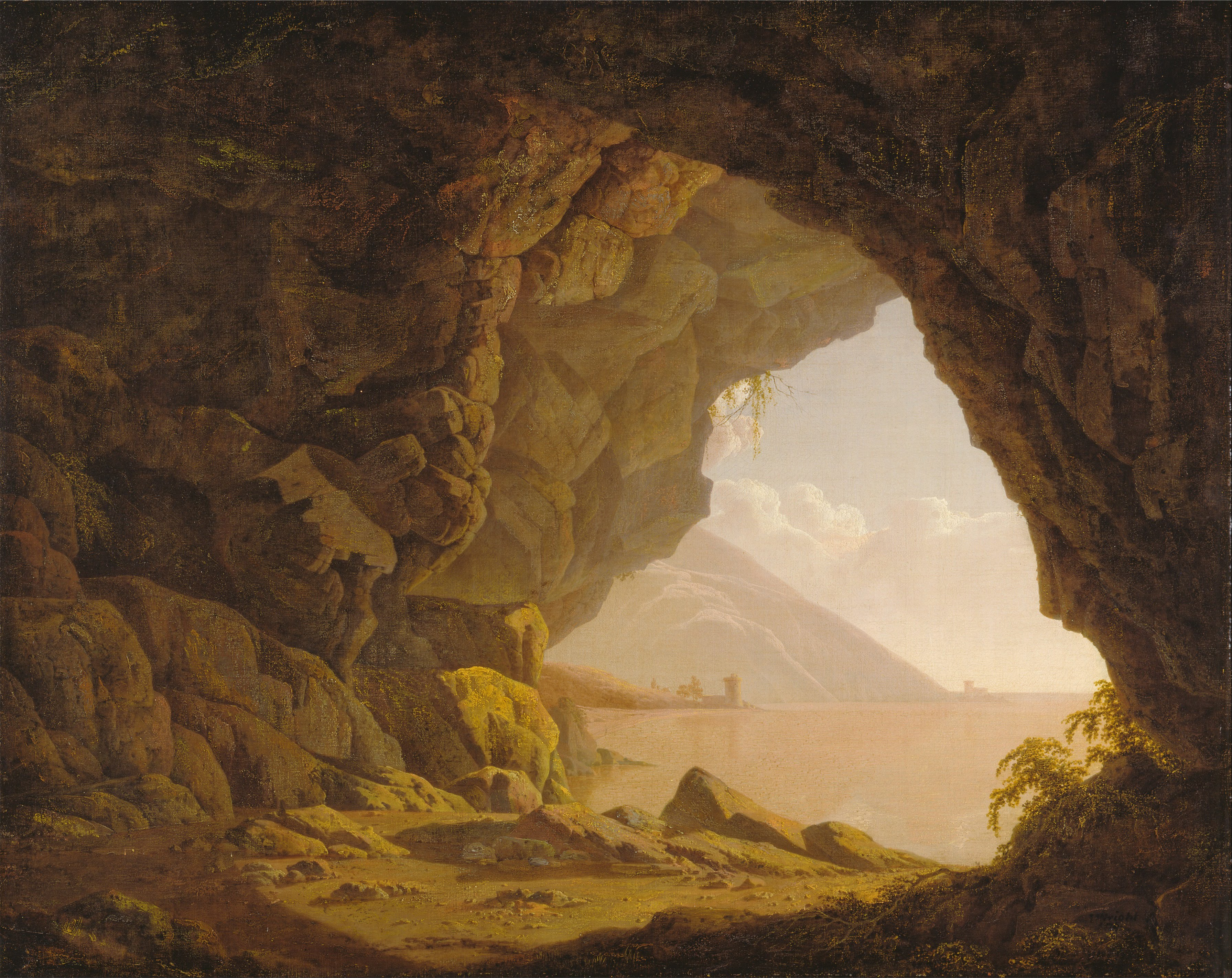
Грот около Неаполя. 1774. Холст, масло. Йельский центр британского искусства, Нью-Хейвен, Коннектикут, США
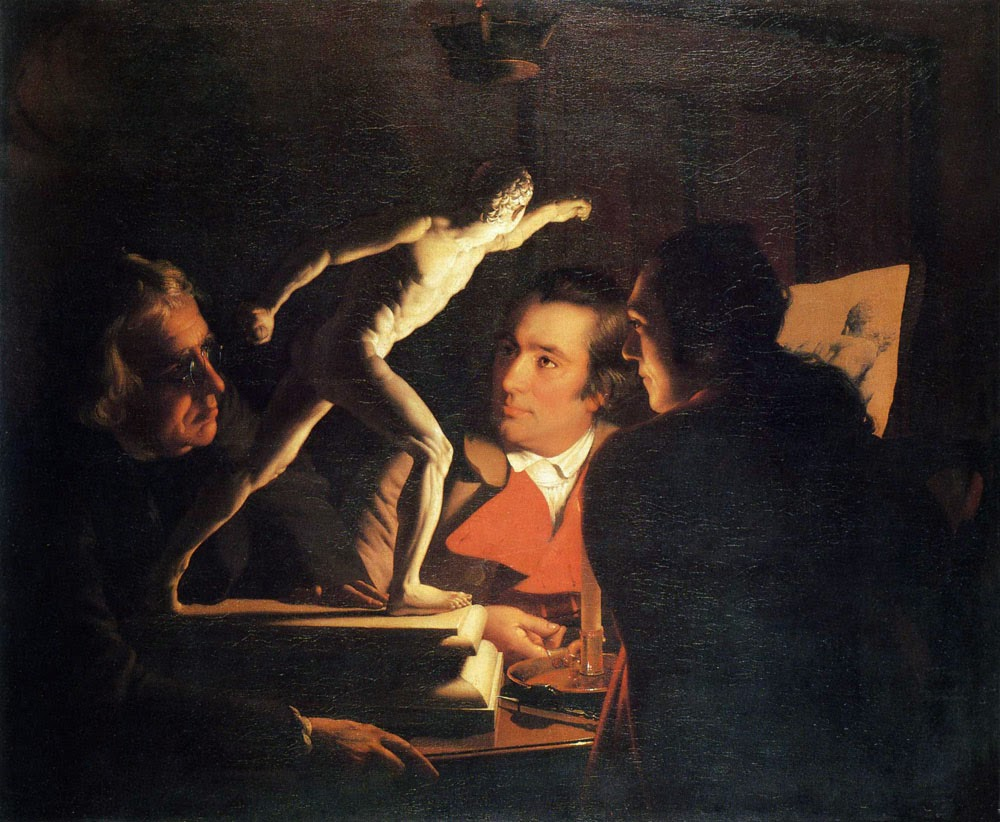
Три человека, рассматривающих гладиатора при свечах. 1765. Холст, масло. Частное собрание
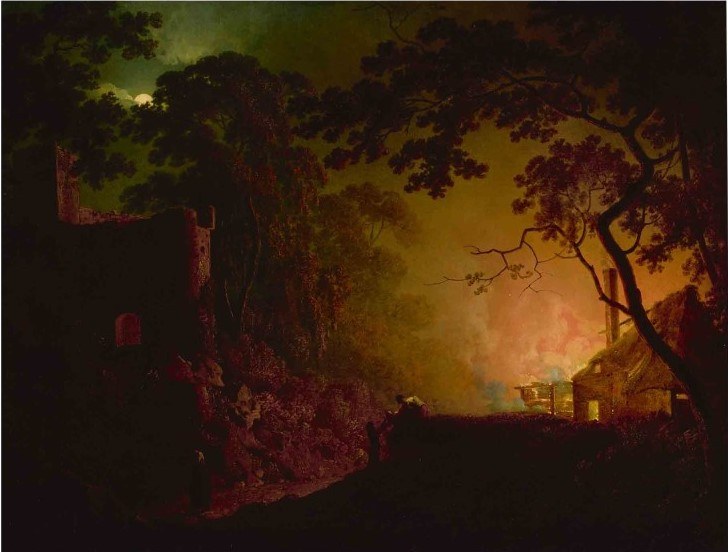
Горящий дом ночью. Холст, масло. Частное собрание
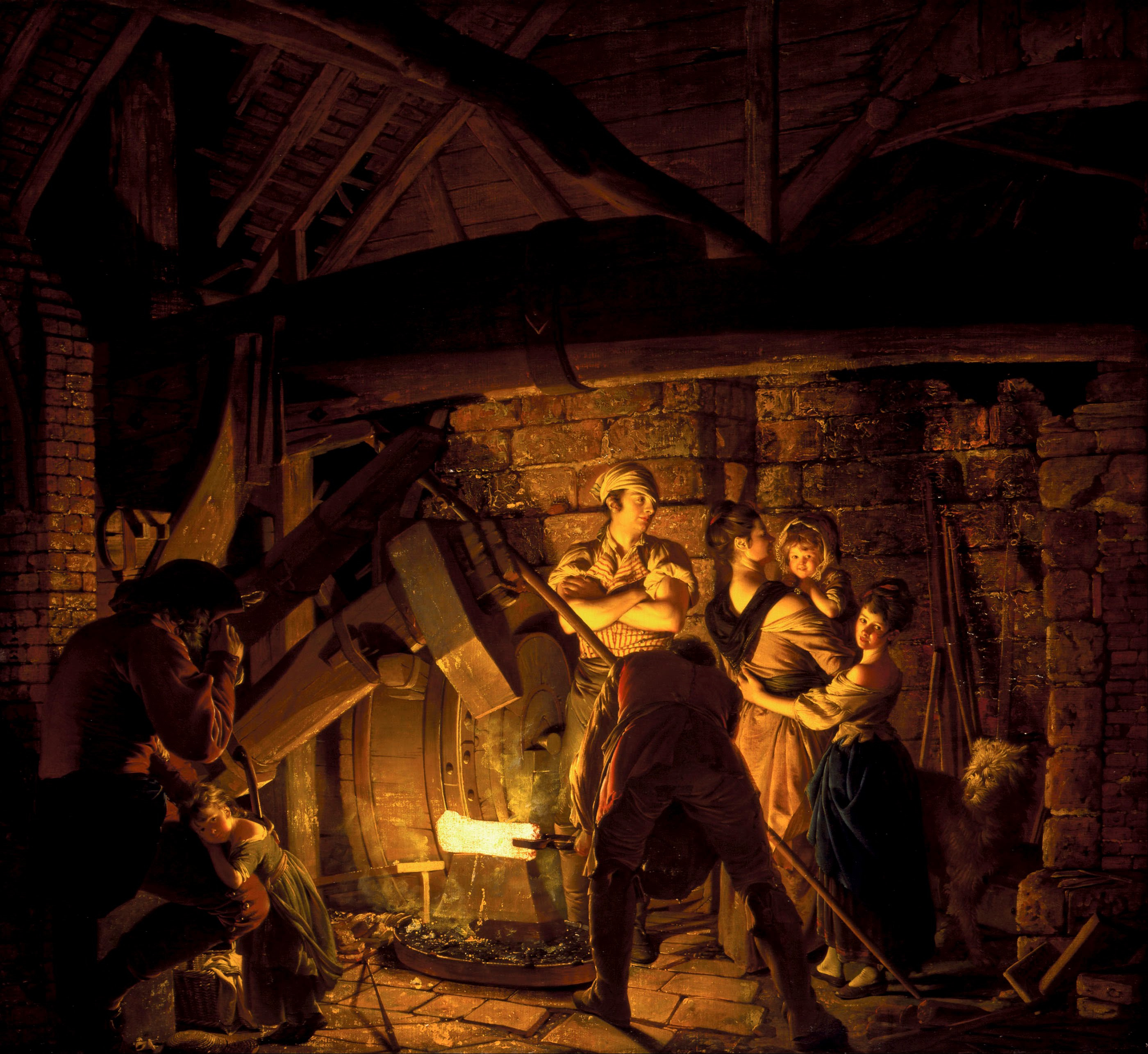
Кузница. 1772. Холст, масло. Британская галерея Тейт, Лондон
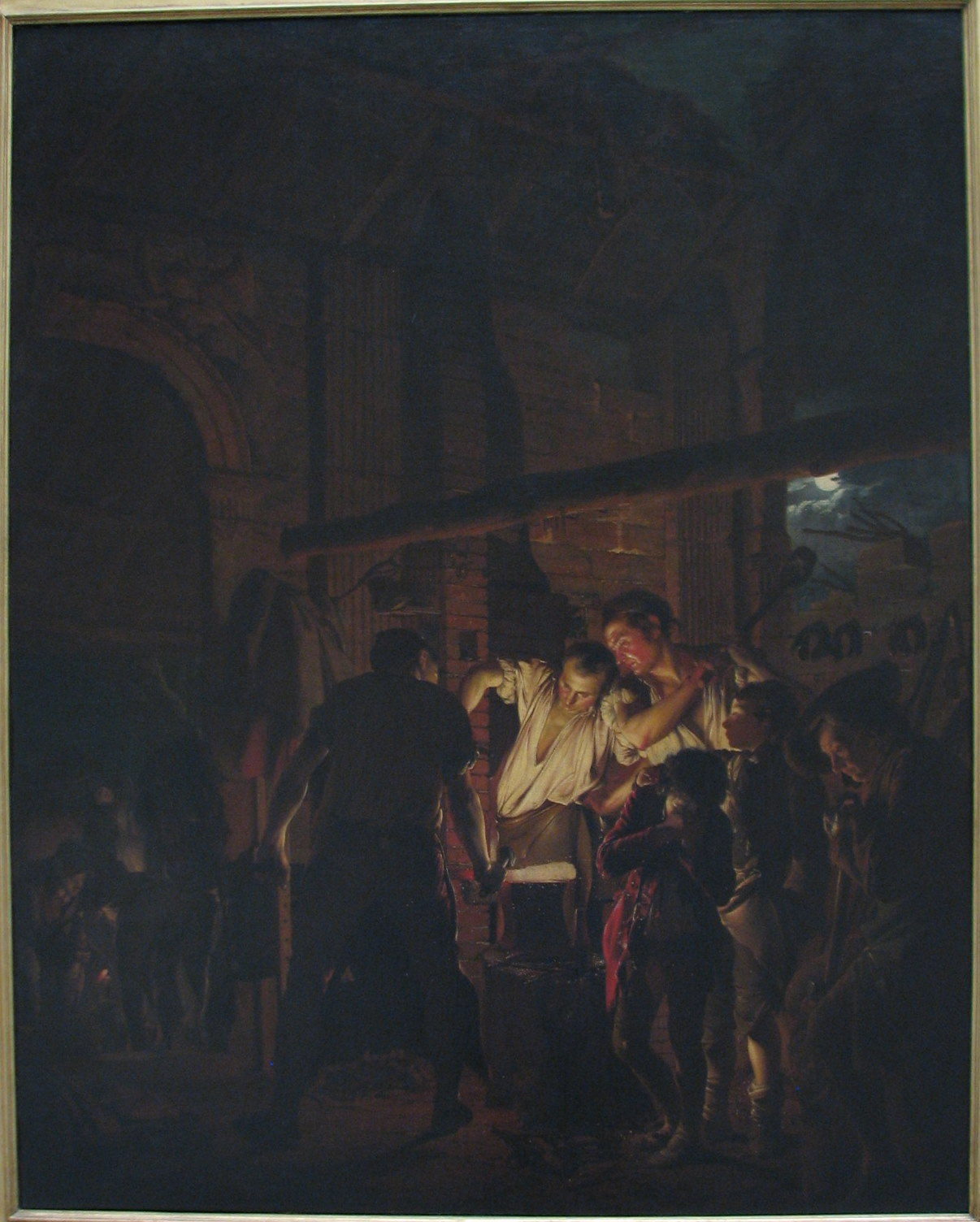
Кузница. 1771. Холст, масло. Йельский центр британского искусства, Нью-Хейвен, Коннектикут, США
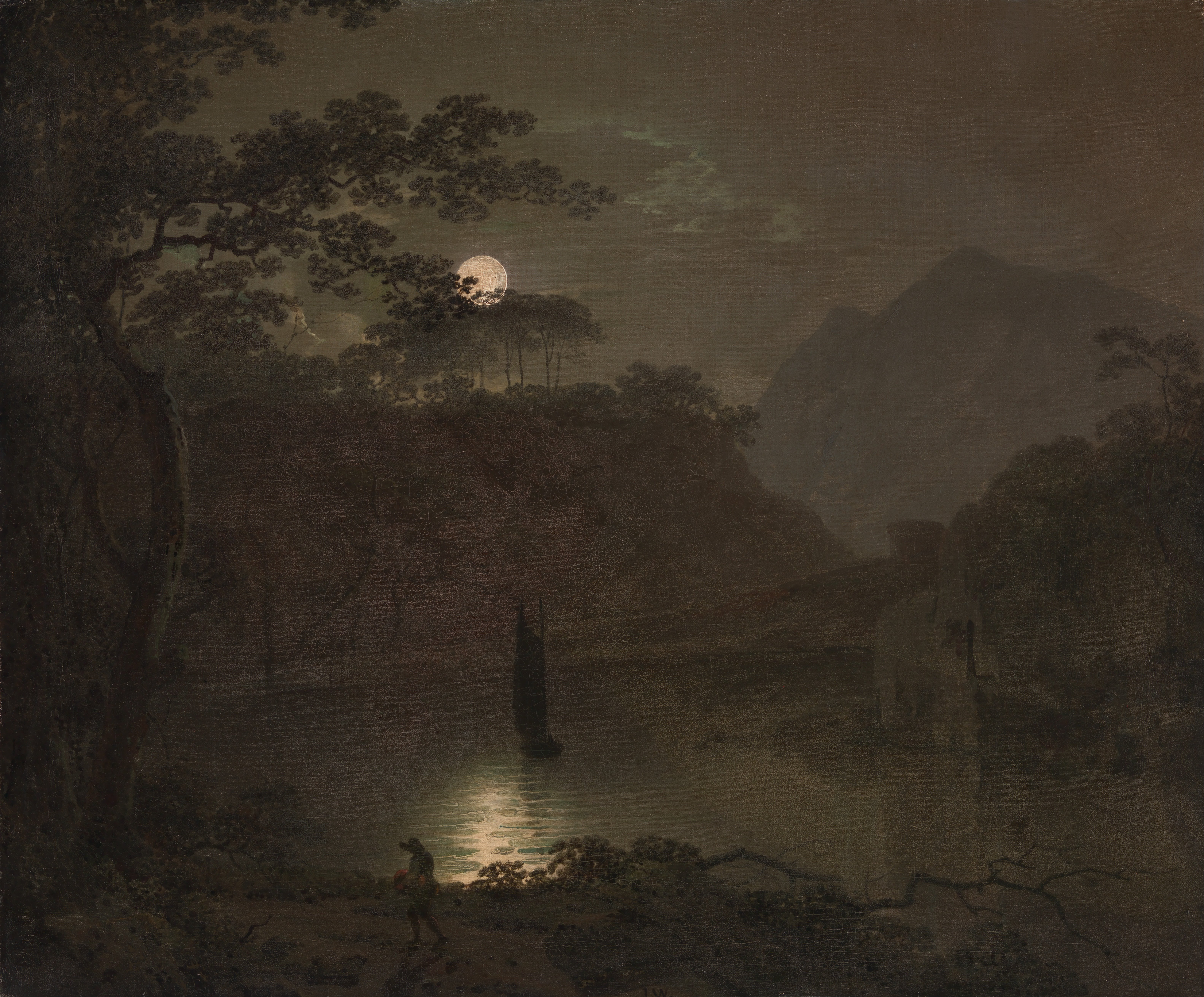
Озеро лунной ночью. Между 1780 и 1782. Холст, масло. Йельский центр британского искусства, Нью-Хейвен, Коннектикут, США
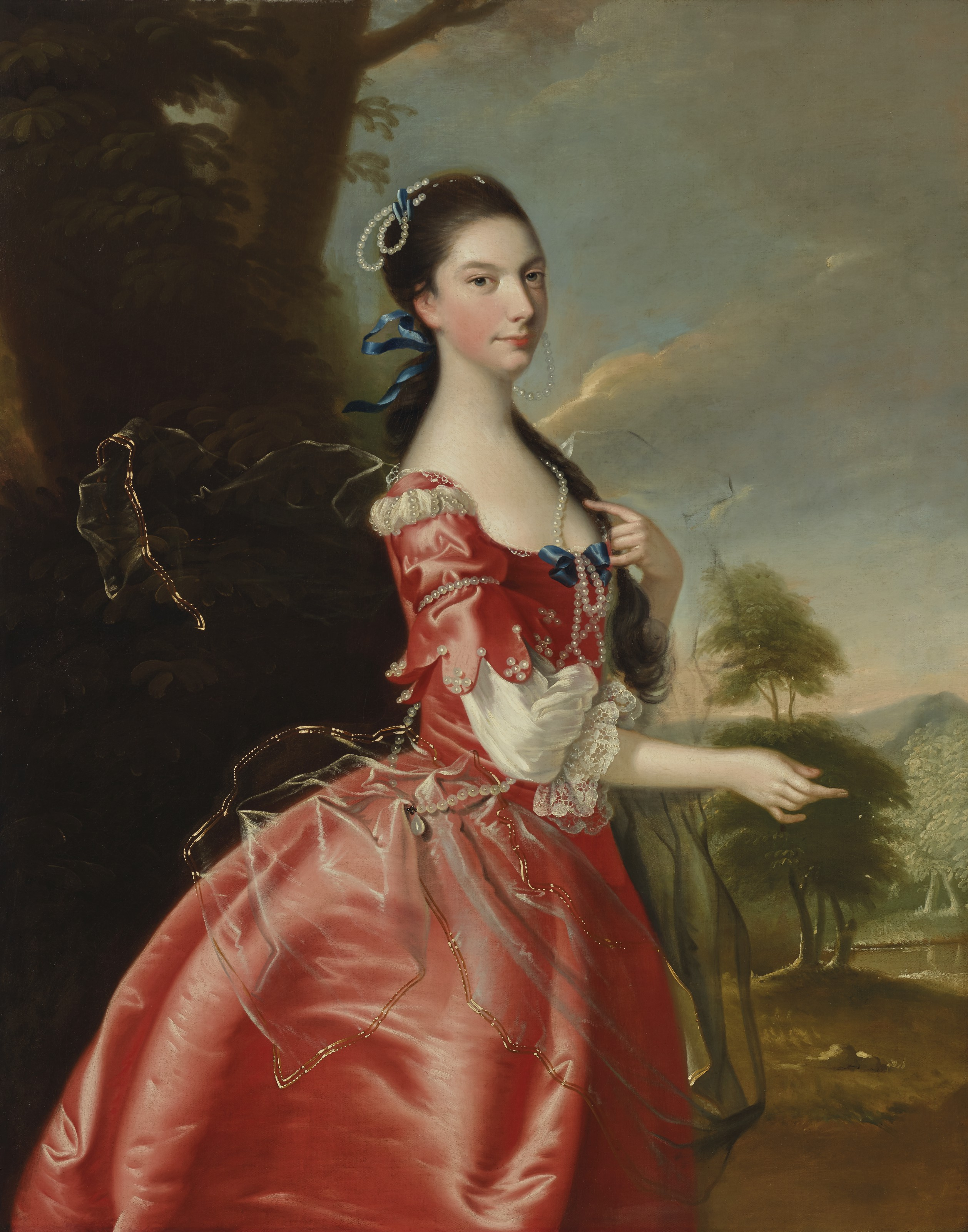
Портрет мисс Энн Карвер на фоне пейзажа. Холст, масло. Частное собрание
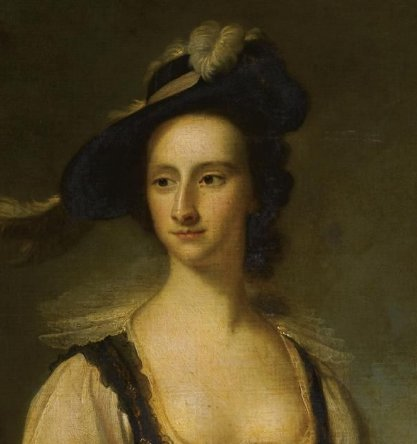
Мисс Миллисент Манди. Ок. 1760. Холст, масло. Музей и художественная галерея Дерби
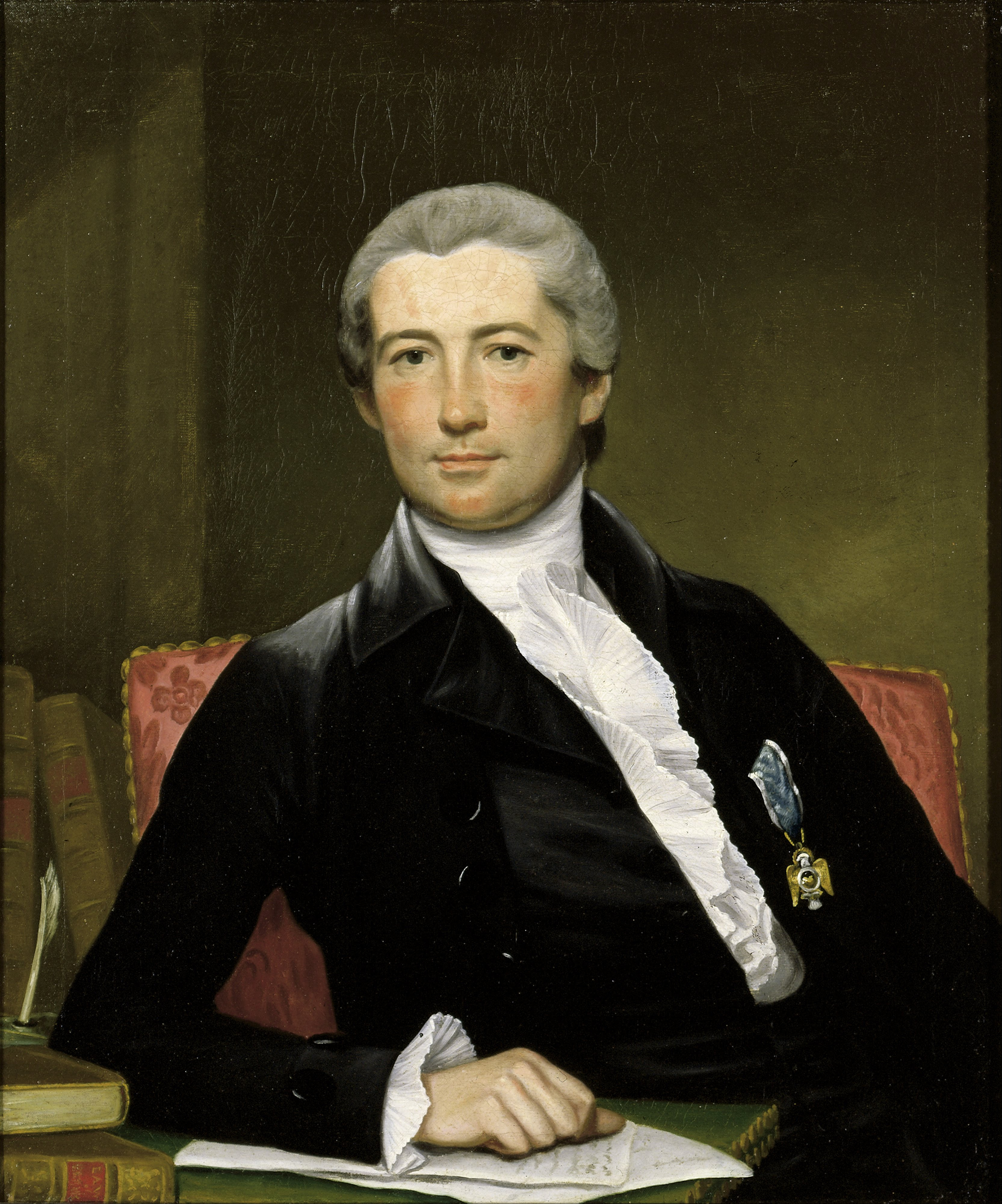
Портрет генерала Джайлса. Ок. 1785. Холст, масло. Смитсоновский музей американского искусства, Вашингтон, США
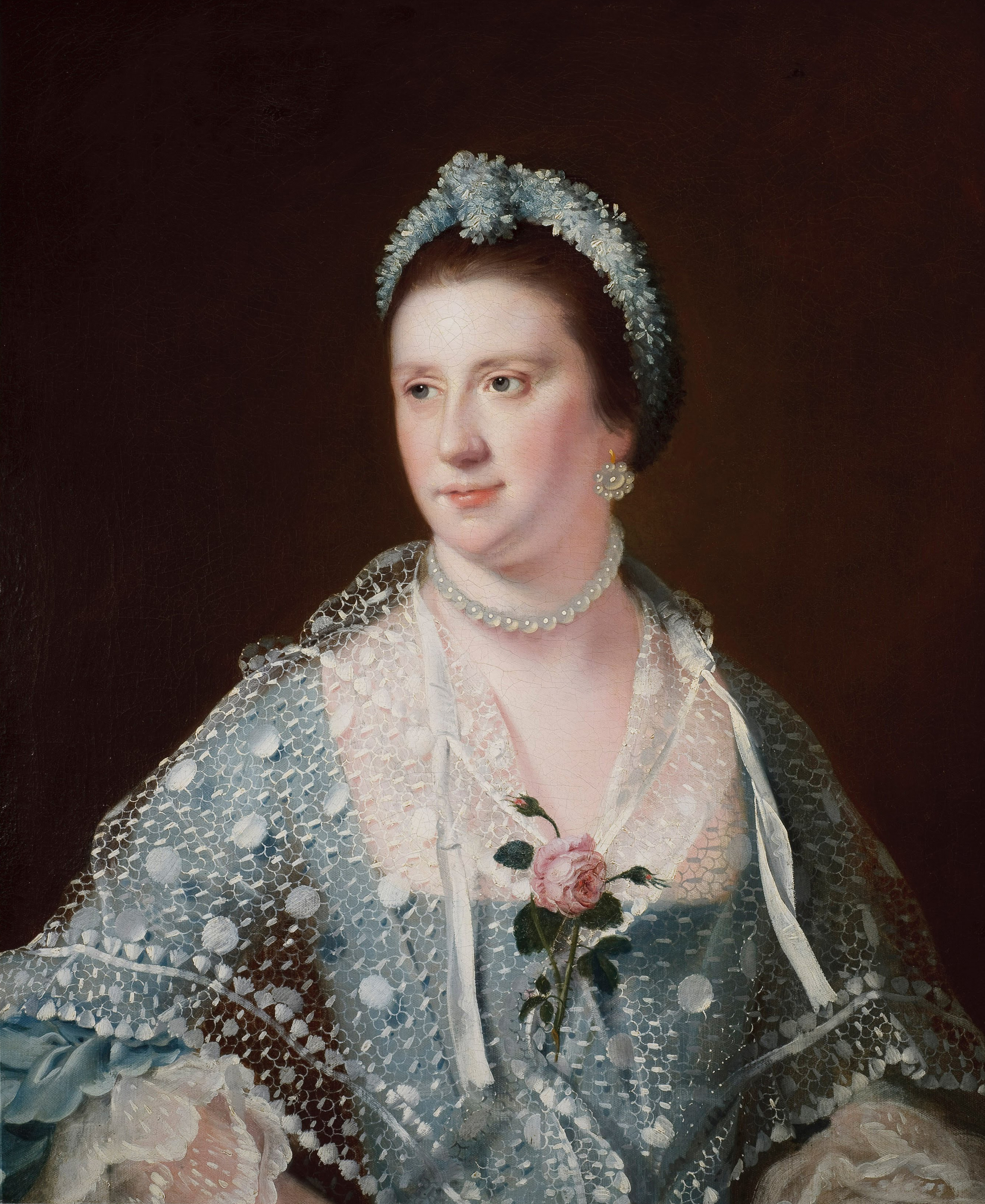
Портрет достопочтенной миссис Бойл. Между 1734 и 1797. Холст, масло. Художественная галерея, Окланд, Новая Зеландия
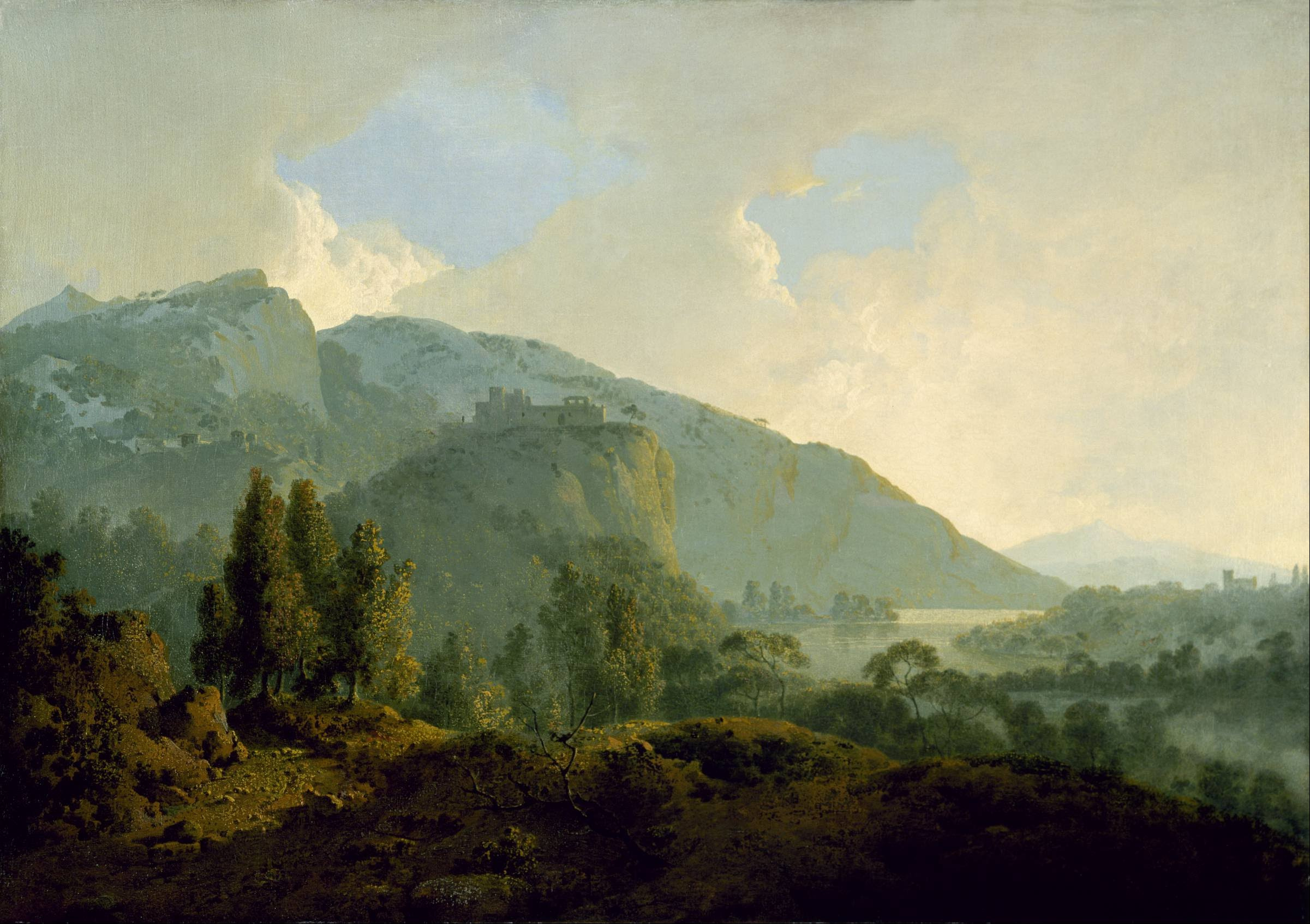
Итальянский пейзаж с горами и рекой. Ок. 1790. Холст, масло. Музей изящных искусств, Хьюстон, Техас, США
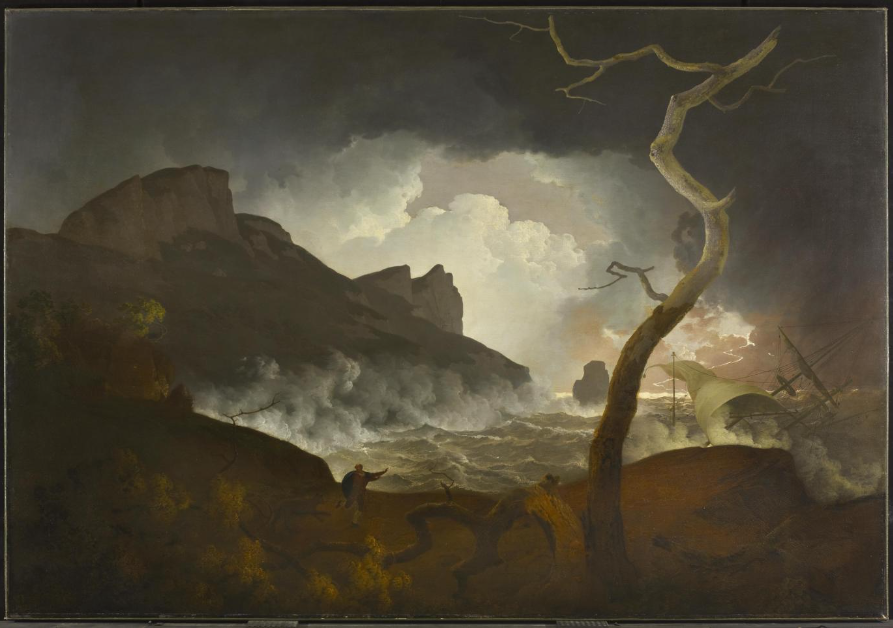
Антигон во время бури (по «Зимней сказке» В. Шекспира, Act III). Между 1790 и 1792. Холст, масло. Художественная галерея, Торонто
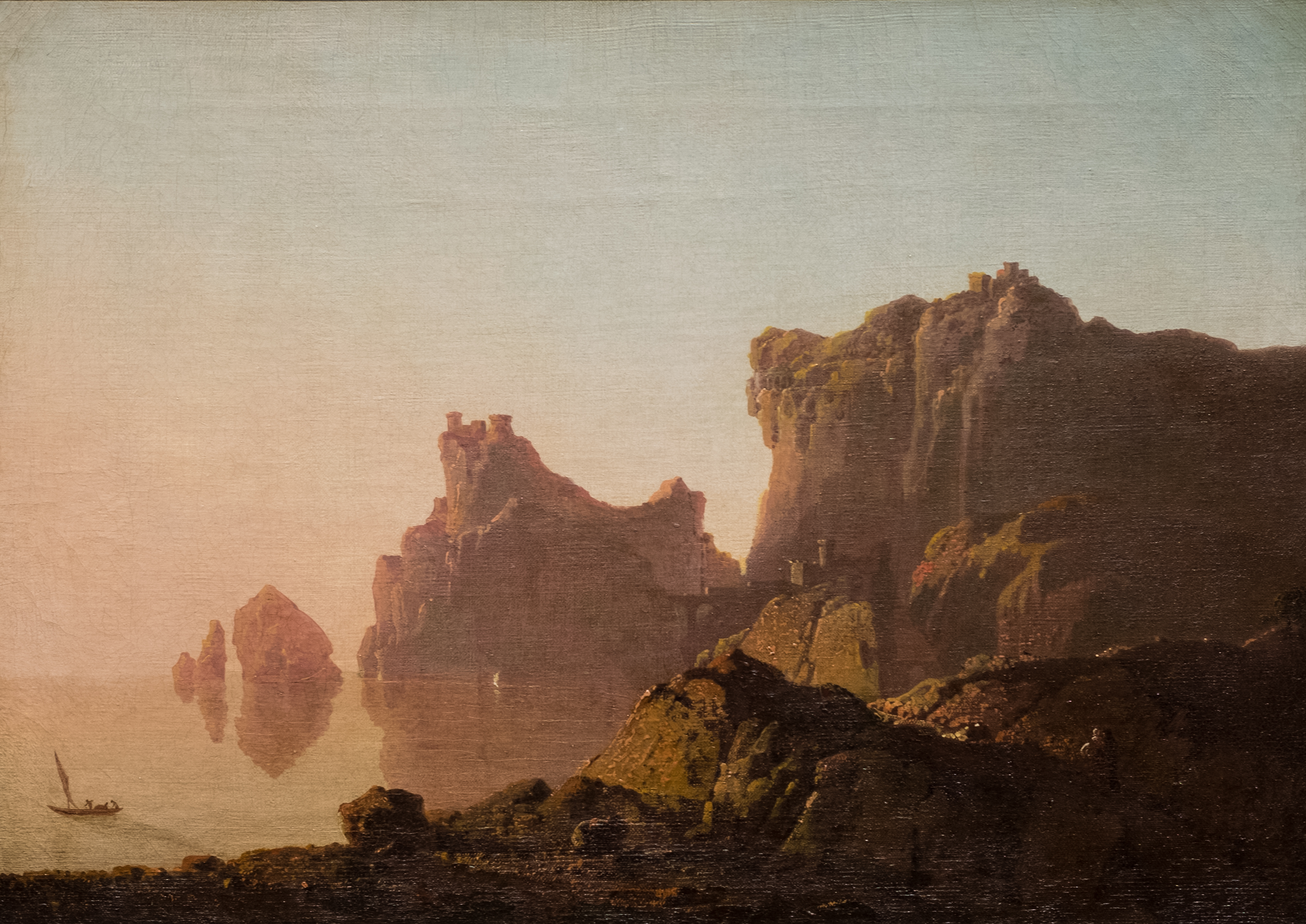
Залив в Салерно. Холст, масло. Чикагский институт искусств, США